# Daniel Quillen
Daniel Quillen (Orange, 22 giugno 1940 – San Francisco, 30 aprile 2011) è stato un matematico statunitense, noto per aver introdotto la K-teoria algebrica superiore, per la quale gli furono assegnati il premio Cole nel 1975 e la medaglia Fields nel 1978.

## Contributi
Il contributo maggiormente noto di Quillen, menzionato ampiamente nelle motivazioni per la medaglia Fields (che premia una serie di lavori omogenei, piuttosto che un singolo risultato), è la sua formulazione, nel 1972, della K-teoria algebrica superiore, problema fondamentale fin dall'introduzione della K-teoria algebrica. 
Questo nuovo strumento, formulato in termini della teoria omotopica, si è dimostrato utile alla soluzione dei maggiori problemi in algebra, in particolare nella teoria degli anelli e dei moduli. Inoltre alcuni degli strumenti sviluppati da Quillen hanno permesso l'applicazione di strumenti di topologia algebrica ad altri contesti.
Precedentemente Quillen aveva lavorato sulla congettura di Adams, dimostrandola, e sul cobordismo complesso. Ha dimostrato la "congettura di Serre" sugli spazi affini, ora nota come teorema di Quillen-Suslin e, con Dennis Sullivan, ha dato le fondamenta alla teoria omotopica razionale.
A lungo sofferente della malattia di Alzheimer, è scomparso nel 2011 all'età di 70 anni.